# Purral
Purral är en ort i Costa Rica.   Den ligger i provinsen San José, i den centrala delen av landet, 6 km öster om huvudstaden San José. Purral ligger 1 270 meter över havet och antalet invånare är 30 034.
Terrängen runt Purral är kuperad åt nordost, men åt sydväst är den platt. Runt Purral är det mycket tätbefolkat, med 1 221 invånare per kvadratkilometer. Närmaste större samhälle är San José, 6,4 km väster om Purral. Omgivningarna runt Purral är en mosaik av jordbruksmark och naturlig växtlighet.